# Челбурда
Челбурда (укр. Челбурда, до 2016 г. — Пролетарка) — село в Алёшковской городской общине Херсонского района Херсонской области Украины. До 1923 года носило название Челбурда или Чалбурда, в 2016 году историческое название было возвращено.
В 2022 году, в ходе вторжения России в Украину, село было захвачено. На данный момент находится под российской оккупацией.
Почтовый индекс — 75115. Телефонный код — 5542. Код КОАТУУ — 6525083502.

## Население
Население по переписи 2001 года составляло 633 человека.

### Языковой состав
Родной язык населения по данным переписи 2001 года:
| Язык       | Численность, чел. | Доля     |
| ---------- | ----------------- | -------- |
| Украинский | 588               | 92,89 %  |
| Русский    | 45                | 7,11 %   |
| Итого      | 633               | 100,00 % |

## Местный совет
75113, Херсонская обл., Алёшковский р-н, с. Раденск, ул. Гагарина, 1а